# Henry Crabb Robinson

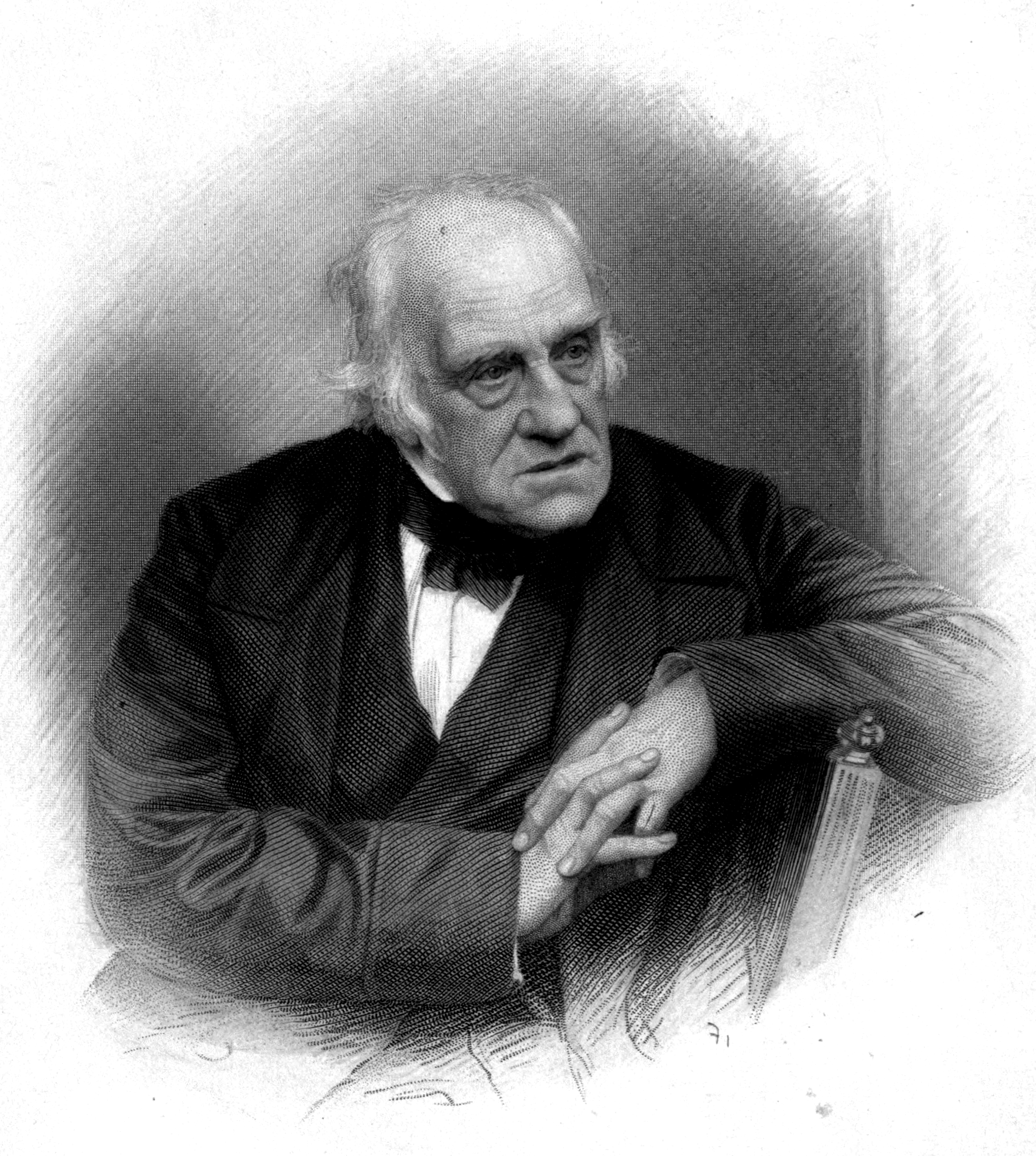
Stich von William Holl dem Jüngeren (1869) nach einer Photographie von Henry Crabb Robinson

Henry Crabb Robinson (* 13. März 1775 in Bury St Edmunds, Suffolk; † 5. Februar 1867 in London)  war ein britischer Anwalt, Journalist und Schriftsteller. Während seines Aufenthalts in Deutschland von 1800 bis 1805 lernte er Persönlichkeiten wie Goethe und Schiller kennen, war von 1808 bis 1809 Korrespondent der Times über die Napoleonischen Kriege auf der Iberischen Halbinsel und arbeitete von 1813 bis 1828 als Rechtsanwalt. Wertvoll sind seine über literarische Tendenzen seiner Zeit und persönliche Begegnungen mit bedeutenden Literaten berichtenden Tagebücher.

## Leben
Henry Crabb Robinson war der jüngste Sohn eines Gerbers, der bereits 1781 verstarb. Nach dem Besuch kleiner Privatschulen erhielt er ab 1790 in Colchester Unterricht beim Advokaten Mr. Francis. Er hörte  Erskine, als dieser vor Gericht einen Fall vertrat, und war von dessen Auftreten und Beredsamkeit so beeindruckt, dass er sich 54 Jahre später noch gut daran erinnerte. In Colchester vernahm er auch eine der letzten Predigten John Wesleys. 1796 zog er nach London und war dort zunächst in einer Anwaltskanzlei in der Chancery Lane beschäftigt. Als er aber ab 1798 aus dem Nachlass eines verstorbenen Onkels ein Jahreseinkommen von 100 Pfund bezog, konnte er sich unabhängig machen und beschloss 1800 aus Reiselust, einen längeren Auslandsaufenthalt einzulegen.
In der Folge begab sich Robinson in das damals von den Franzosen besetzte Frankfurt. Nachdem er sich einige Deutschkenntnisse erworben hatte, durchwanderte er meist zu Fuß Deutschland und Böhmen und kam 1801 nach Weimar, wo er Goethe und Schiller vorgestellt wurde. Dann ließ er sich in Jena nieder und immatrikulierte am 20. Oktober 1802 an der dortigen Universität. Die Gebühren dafür betrugen nicht einmal einen halben Guinee und die Wohnungsmiete belief sich auf weniger als sieben Pfund im Jahr. Er lernte Madame de Staël kennen und machte sie mit deutscher Philosophie vertraut. Im Herbst 1805 verließ er Jena und kehrte über Hamburg in seine Heimat zurück. Bei seinem Deutschland-Aufenthalt hatte er noch weitere berühmte Persönlichkeiten wie Herder, Wieland oder Kotzebue getroffen.
Robinson besaß nun gründliche Deutschkenntnisse und wollte anfangs sein kleines Einkommen durch die Übersetzung deutscher Flugblätter aufbessern. Vergebens suchte er einen Posten im diplomatischen Dienst zu erhalten. Daraufhin bot er seine Dienste dem damaligen Außenminister Fox an, lernte John Walter, den Herausgeber der Times, kennen und akzeptierte 1807 dessen Angebot, als Korrespondent für die Times in Altona zu arbeiten. Seine Briefe From the banks of the Elbe (März bis August 1807) stellten die damals ausführlichste Quelle über Ereignisse am Kontinent für die englische Öffentlichkeit dar. Er musste nach Großbritannien zurückkehren, nachdem Napoleon Bonaparte Dänemark zum französischen Satellitenstaat gemacht hatte und wurde Redakteur des Auslandsteils der Times. Durch seine persönlichen Erfahrungen konnte er in dieser Zeitschrift Fakten publizieren, die der britischen Regierung halfen, ihre Politik gegenüber Dänemark zu rechtfertigen; sie hatte nämlich angeordnet, Kopenhagen zu bombardieren und die dänische Flotte zu kapern.
Als sich die Spanier 1808 gegen die Franzosen erhoben, wurde Robinson zum Kriegsberichterstatter der Times auf der Iberischen Halbinsel ernannt und erfüllte damit als erster britischer Journalist eine derartige Aufgabe. Er landete in Coruña und schrieb von dort aus vom August 1808 bis Januar 1809 eine Reihe von Briefen, welche die Titel Shores of the Bay of Biscay und Coruña trugen. Während seines dortigen Aufenthalts trafen Lord Holland und seine Gattin ein, die vom 16-jährigen  Lord John Russell begleitet wurden. Robinson befand sich in der Nachhut der Armee des Generals John Moore in Coruña. Er  hörte das Geschützfeuer, sah Verwundete und nach Coruña gebrachte französische Gefangene und wartete, bis der Feind zurückgedrängt war, woraufhin er sich Anfang 1809 nach England einschiffte und in Falmouth landete. Bis zum 29. September 1809 arbeitete er wieder im Büro der Times.
Dann verließ Robinson die journalistische Laufbahn, studierte ab November 1809 im Middle Temple und wurde dort am 8. Mai 1813 als Rechtsanwalt zugelassen. Er stieg im weiteren Verlauf seiner juristischen Karriere zum Leiter des Bezirksgerichts von Norfolk auf. Sein erster Fall war die erfolgreiche Verteidigung eines Gefangenen, der im August 1813 in Norwich wegen einer Mordanklage vor Gericht stand. Er fasste den von ihm eingehaltenen Vorsatz, seine anwaltliche Tätigkeit an den Nagel zu hängen, sobald sein jährliches Nettoeinkommen 500 Pfund überstiege. 1828 schied er schließlich aus seinem Beruf aus. Im Folgejahr wurde er Fellow der Society of Antiquaries of London.
In seinen früheren Jahren hatte Robinson Freundschaft mit bedeutenden Persönlichkeiten nicht nur Deutschlands, sondern auch Frankreichs und seiner Heimat England geschlossen. Zu seinen engeren Freunden zählten u. a. Charles Lamb, Samuel Taylor Coleridge, William Wordsworth und Robert Southey. Er begleitete Wordsworth auf Touren durch Schottland, Wales und die Schweiz sowie von März bis August 1837 durch Italien. Wordsworth widmete ihm seine Memorials von letztgenannter Reise, die 1842 erschienen. Robinson gehörte zu den Gründern des Athenaeum Club und des University College London. Er blieb unverheiratet und bis ins hohe Alter gesund. Am 5. Februar 1867 starb er im Alter von 91 Jahren in seinem Haus am Russell Square Nr. 30 in London und wurde auf dem Highgate Cemetery beigesetzt.

## Werk
Robinson war ein gewandter Gesprächspartner; seine Frühstücksempfänge konnten mit jenen des Dichters Samuel Rogers konkurrieren. Vor allem war er aber ein bedeutender Vermittler deutscher Literatur und Philosophie in Großbritannien und trug auch zur Rezeption englischer Dichtung der Romantik in Deutschland bei. Ab 1811 führte er ein umfangreiches, erst posthum ediertes Tagebuch, in dem er u. a. über seine Gespräche mit Goethe, Herder, Wordsworth und Coleridge Auskunft gab; es stellt auch ein wichtiges Zeugnis der literarischen und kulturellen Strömungen der ersten Hälfte des 19. Jahrhunderts dar. Über die letzten Jahre des mit Robinson befreundeten William Blake liefert es den ausführlichsten Bericht.
1811 veröffentlichte Robinson in Hamburg auch einen Artikel in der Zeitschrift Vaterländisches Museum über William Blake, seine Dichtung und seine Illustrationen mit dem Titel: William Blake: Künstler, Dichter und religiöser Schwärmer. In diesem Titel kam seine zwiespältige Haltung Blake gegenüber zum Ausdruck. Er schrieb allerdings auch, dass er hoffe, dass „die deutsche Nation“ Blake besser aufnehme als die englische. Er machte mit diesem Artikel Blake zum ersten Mal in Deutschland bekannt.
Im Original umfasste Robinsons der Dr. William’s Library (Gordon Square, London) hinterlassenes Tagebuch 35 Bände; und des Weiteren beinhalteten seine Reisejournale 30 Bände, sein Briefe 32 Bände, seine Erinnerungen 4 Bände und seine Anekdoten einen Band. Eine kleine Auswahl davon veröffentlichte erstmals Thomas Sadler (Diary, Reminiscences, and Correspondence of H. Crabb Robinson, 3 Bde., London 1869; 3. Auflage 2 Bde., 1872). Edith J. Morley gab Robinsons Correspondence with Wordsworth (2 Bde., 1927) heraus, ferner Crabb Robinson in Germany 1800-05 (1929) und On Books and Writers (3 Bde., 1938).